# Ligue Magnus 2011/2012
Sezóna 2011/2012 byla 90. sezónou Ligue Magnus. Vítězem ročníku se stal tým Dragons de Rouen, který tak obhájil titul. Do Divize 1 sestoupil tým Bisons de Neuilly-sur-Marne, který byl v minulém ročníku postupujícím.

## Základní část
| Vysvětlivky                                   |
| --------------------------------------------- |
| Tým postupující přímo do čtvrtfinále play off |
| Tým postupující do předkola play off          |
| Tým hrající baráž o udržení                   |

| Poř. | Tým                           | Z  | V  | VP | PP | P  | B  | VG  | IG  | +/- |
| ---- | ----------------------------- | -- | -- | -- | -- | -- | -- | --- | --- | --- |
| 1.   | Dragons de Rouen              | 26 | 18 | 2  | 1  | 5  | 41 | 129 | 75  | +54 |
| 2.   | Ducs de Dijon                 | 26 | 15 | 3  | 2  | 6  | 38 | 123 | 71  | +52 |
| 3.   | Chamois de Chamonix           | 26 | 15 | 3  | 1  | 7  | 37 | 99  | 74  | +25 |
| 4.   | Diables Rouges de Briançon    | 26 | 13 | 2  | 5  | 6  | 35 | 91  | 78  | +13 |
| 5.   | Ducs d'Angers                 | 26 | 14 | 2  | 2  | 8  | 34 | 75  | 60  | +15 |
| 6.   | Pingouins de Morzine          | 26 | 14 | 1  | 4  | 7  | 34 | 86  | 69  | +17 |
| 7.   | Brûleurs de Loups de Grenoble | 26 | 14 | 1  | 2  | 9  | 32 | 90  | 75  | +15 |
| 8.   | Gothiques d'Amiens            | 26 | 8  | 5  | 2  | 11 | 28 | 76  | 79  | -3  |
| 9.   | Étoile noire de Strasbourg    | 26 | 12 | 1  | 2  | 11 | 28 | 89  | 81  | +8  |
| 10.  | Dauphins d'Épinal             | 26 | 11 | 2  | 0  | 13 | 26 | 93  | 103 | -10 |
| 11.  | Rapaces de Gap                | 26 | 6  | 3  | 3  | 14 | 21 | 79  | 99  | -20 |
| 12.  | Drakkars de Caen              | 26 | 4  | 5  | 1  | 16 | 19 | 56  | 111 | -55 |
| 13.  | Ours de Villard-de-Lans       | 26 | 4  | 1  | 2  | 19 | 12 | 72  | 129 | -53 |
| 14.  | Bisons de Neuilly-sur-Marne   | 26 | 3  | 0  | 4  | 19 | 10 | 66  | 120 | -54 |

- V případě rovnosti bodů rozhodovaly vzájemné zápasy.

## Play off

### Předkolo
- Ducs d'Angers - Drakkars de Caen 3:0 na zápasy (6:1, 6:1, 2:1)
- Pingouins de Morzine - Rapaces de Gap 2:3 na zápasy (2:3SN, 6:2, 3:6, 4:3P, 4:5SN)
- Brûleurs de Loups de Grenoble - Dauphins d'Épinal 3:2 na zápasy (5:3, 5:3, 3:4, 2:6, 3:2SN)
- Gothiques d'Amiens - Étoile noire de Strasbourg 3:2 na zápasy (2:1, 5:3, 2:4, 2:3, 5:2)

### Čtvrtfinále
- Dragons de Rouen - Gothiques d'Amiens 3:2 na zápasy (4:5, 5:3, 1:0P, 1:5, 5:3)
- Ducs de Dijon - Brûleurs de Loups de Grenoble 2:3 na zápasy (3:0, 3:2, 2:3, 1:2P, 2:5)
- Chamois de Chamonix - Rapaces de Gap 3:1 na zápasy (2:3SN, 6:2, 3:0, 5:4P)
- Diables Rouges de Briançon - Ducs d'Angers 1:3 na zápasy (5:2, 1:4, 2:4, 2:5)

### Semifinále
- Dragons de Rouen - Ducs d'Angers 3:1 na zápasy (2:1, 1:2, 7:1, 3:1)
- Chamois de Chamonix - Brûleurs de Loups de Grenoble 1:3 na zápasy (3:4P, 5:2, 4:7, 1:7)

### Finále
- Dragons de Rouen - Brûleurs de Loups de Grenoble 4:2 na zápasy (4:3P, 8:2, 4:5, 4:6, 5:1, 4:0)

## Baráž
- Ours de Villard-de-Lans - Bisons de Neuilly-sur-Marne 3:1 na zápasy (1:0, 7:4, 0:1, 7:2)

- Tým Bisons de Neuilly-sur-Marne sestoupil do Divize 1.